# Markus Katzer
Markus „Mecky“ Katzer (* 11. Dezember 1979 in Wien) ist ein ehemaliger österreichischer Fußballspieler und spielte, nachdem sein Vertrag beim FC Admira Wacker Mödling im Sommer 2015 nicht verlängert wurde, von 2015 bis Sommer 2020 für den First Vienna FC 1894 in der Verteidigung. Nach seiner aktiven Karriere war er dort als Sportdirektor tätig.
Seit dem 1. Jänner 2023 ist Katzer als Geschäftsführer Sport beim SK Rapid Wien unter Vertrag.

## Karriere
Markus Katzer spielte in seiner Jugend beim ASK Erlaa und begann seine Profi-Karriere 2001 beim VfB Admira Wacker Mödling. In der Südstadt reifte der Verteidiger zum Nationalspieler und gab am 20. August 2003 bei einem 2:0-Sieg gegen Costa Rica sein Länderspieldebüt. Seit 2004 spielte er beim SK Rapid Wien. Seine größten Erfolge waren hierbei der zweifache Gewinn der österreichischen Meisterschaft 2004/05 und 2007/08 und der Einzug in die Hauptrunde der UEFA Champions League 2005/06.
Obwohl Markus Katzer unter Josef Hickersberger nur selten zum Zug kam, wurde er dennoch am 28. Mai 2008 in den österreichischen Kader für die Europameisterschaft 2008 einberufen. Der Teamchef begründete seine Entscheidung mit den Worten: „Ich habe ihn nur mitgenommen, weil ich ihm zeigen wollte, dass er, obwohl er viel Pech mit Verletzungen und Erkrankungen hatte, zur Nationalmannschaft gehört.“ Katzer fiel in der 2007/08 aufgrund eines Kreuzbandrisses und einer Blinddarmentzündung beinahe die ganze Saison aus. Die Verletzungsserie ging in der Saison 2008/09 weiter, als sich der Verteidiger zwei Mal das Außenband im Sprunggelenk riss, sowie zweimal das Kahnbein an der Hand brach. Im März 2013 gab der SK Rapid bekannt, Katzers Vertrag nicht zu verlängern. Damit steht fest, dass er ab Sommer 2013 nicht mehr beim SK Rapid Wien spielt.
Er war mit der Tochter von Hans Krankl liiert, die beiden haben eine Tochter, die am 31. August 2008 geboren wurde. Von 2012 bis 2016 war er mit Sue Reichard verheiratet. Ihr gemeinsamer Sohn, wurde am 7. Oktober 2012 geboren.
Am 6. August 2013 wurde bekannt, dass Katzer zu seinem Stammverein FC Admira Wacker Mödling wechselt.
Am 23. Juni 2015 wurde bekannt, dass Katzers Vertrag bei Admira nicht weiter verlängert wird. Am selben Tag gab der First Vienna FC die Verpflichtung Katzers bekannt.

## Titel und Erfolge
- 2× Österreichischer Meister: 2005, 2008
- 1× Österreichischer Cupfinalist: 2005
- 11 Spiele für die österreichische Nationalmannschaft seit 2003